# مقاطعة هيوستن (مينيسوتا)
مقاطعة هوستون (بالإنجليزية: Houston County)‏ هي إحدى مقاطعات ولاية مينيسوتا في الولايات المتحدة الأمريكية.